# Paul (film)
Paul este un film regizat de Greg Mottola. A fost lansat pe 14 februarie 2011 în SUA și pe 18 martie 2011 în Regatul Unit.

## Acțiunea
Un extraterestru pe nume Paul și-a petrecut ultimii 60 de ani captiv într-o bază militară ultrasecretă. Din motive necunoscute, extraterestrul, care între timp căpătase năravuri pământene, decide să evadeze. Așa că sare în prima mașină care îi iese în cale – cea cu care călătoreau Graeme Willy (Pegg) și Clive Gollings (Frost).
Vânați de agenți federali, dar și de tatăl fanatic al unei tinere pe care o răpesc din greșeală, Graeme și Clive născocesc un plan aiuristic pentru a-l duce pe Paul la nava-mamă. Sunt doar doi nătăfleți care se chinuie să fie de ajutor, însă Paul îi vede ca pe doi eroi intergalactici.

## Distribuție
- Simon Pegg ca Graeme Willy
- Nick Frost ca Clive Gollings
- Seth Rogen ca  Paul (voce)[4]

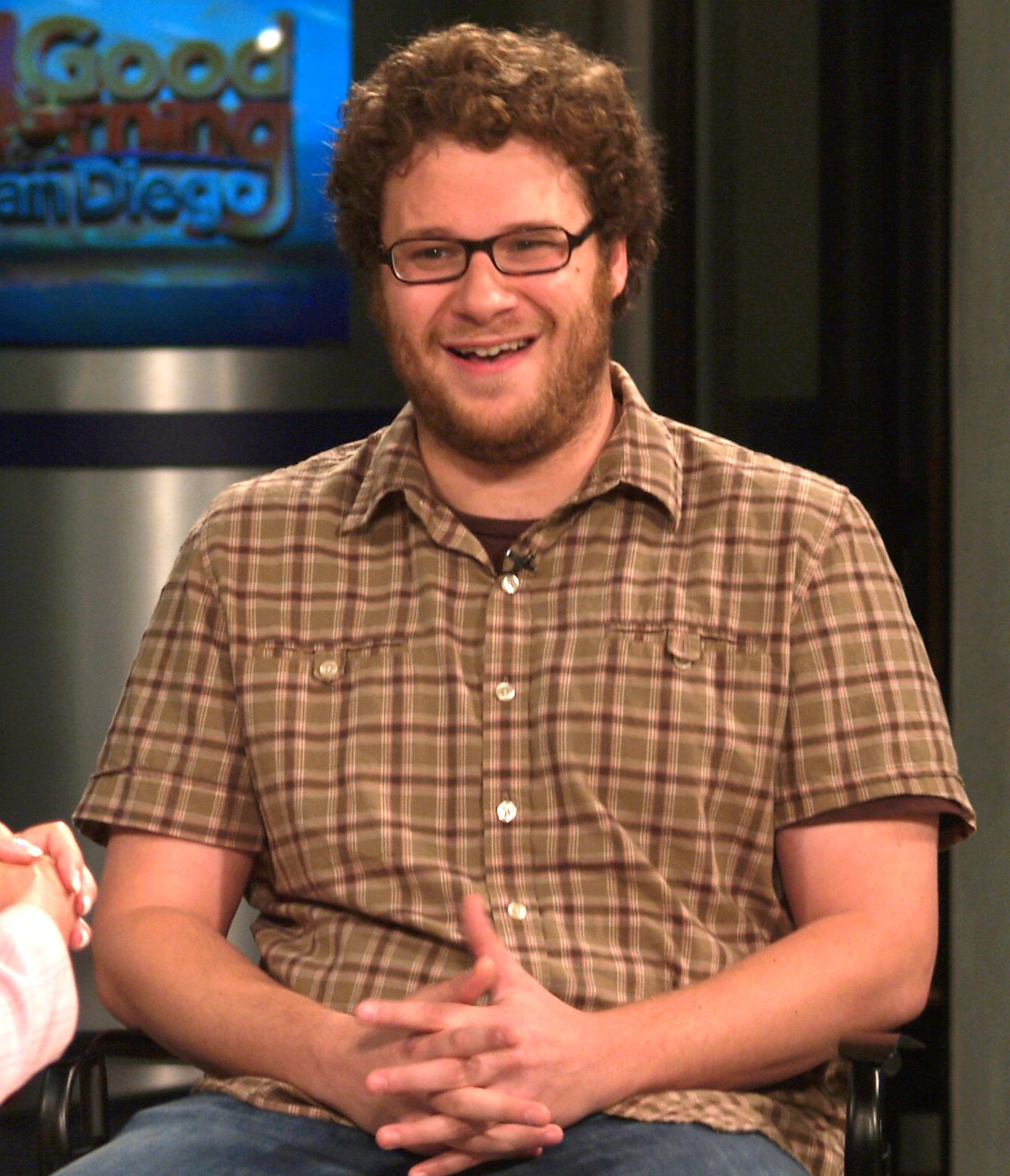
Seth Rogen oferă vocea și mișcarea de captură pentru Paul.

- Jason Bateman ca Special Agent Lorenzo Zoil.[5]
- Kristen Wiig ca Ruth Buggs
- Bill Hader ca Agent Haggard
- Blythe Danner[6] ca Tara Walton
- Joe Lo Truglio[6] ca Agent O'Reilly
- John Carroll Lynch ca Moses Buggs, tatăl lui Ruth
- Jane Lynch ca Pat Stevens
- David Koechner ca Gus
- Jesse Plemons ca Jake, prietenul lui Gus
- Sigourney Weaver ca "The Big Guy".[6][7]
- Jeffrey Tambor ca Adam Shadowchild, un faimos scriitor de literatură științifico-fantastică.